# Casamenteiro
Um casamenteiro ou casamenteira é a pessoa responsável por arranjar casamentos entre pessoas desconhecidas. Quando duas pessoas se casam neste sistema, diz-se que é um casamento arranjado. Esta profissão tem forte importância em culturas mais tradicionais, que consideram que arranjar o casamento dos filhos é uma obrigação dos pais. O ofício de casamenteiro, que pode servir a todas as classes sociais, ajuda aos noivos a conhecerem pessoas com quem teoricamente se darão bem. Hoje em dia podemos dizer que a casamenteira sobrevive nos serviços de busca de parceiros em agências especializadas e na internet.